# Plateosauria
De Plateosauria zijn een groep plantenetende dinosauriërs behorend tot de Sauropodomorpha.

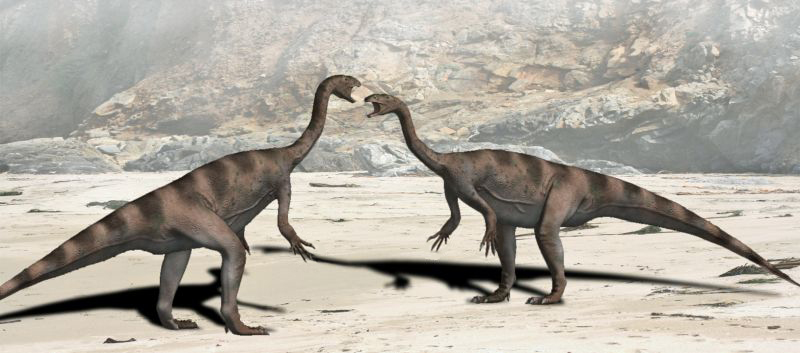
Plateosaurus

In 1913 benoemde Gustav Tornier een Plateosauria voor het geheel van Prosauropoda en de volgens hem daaraan verwant zijnde Theropoda. Hij dacht dat dit alle vleesetende vormen waren. De naam was afgeleid van Plateosaurus. Het begrip werd weinig gebruikt. In 1963 beperkte Edwin Colbert het bereik van de naam tot die Prosauropoda die juist planteneters waren. Wat later werd duidelijk dat ze dat allemaal waren zodat er nog steeds geen behoefte aan het concept bestond.
In 1998 definieerde Paul Sereno een klade, monofyletische afstammingsgroep, Plateosauria, als de groep bestaande uit de laatste gemeenschappelijke voorouder van Plateosaurus en Massospondylus, en al zijn afstammelingen. Daarmee werd het een begrip dat meer afgeleide prosauropoden aanduidde. In 2004 gaven Peter Galton en Paul Upchurch een iets ruimer bedoelde definitie: de groep bestaande uit de laatste gemeenschappelijke voorouder van Jingshanosaurus en Plateosaurus, en al zijn afstammelingen.
In 2003 had Adam Yates een analyse gepubliceerd waarin Massospondylus dichter bij de Sauropoda stond dan Plateosaurus. In dat geval zou de definitie sensu Sereno 1998 een zeer grote groep aanduiden waarin alle sauropoden waren inbegrepen. Yates aanvaardde die conclusie en gebruikt het begrip nog steeds herhaaldelijk in die zin. Sereno echter vond het kennelijk te veel eer voor Plateosaurus en kwam in 2005 met een gewijzigde definitie: de groep die bestaat uit de laatste gemeenschappelijke voorouder van Massospondylus carinatus Owen 1854 en Plateosaurus engelhardti Meyer 1837, en al zijn afstammelingen; en die Saltasaurus loricatus Bonaparte and Powell 1980 niet als afstammeling bevat. Als Massospondylus dichter bij de Sauropoda staat en als Saltasaurus een sauropode is – wat zo goed als zeker is – is deze groep leeg en het begrip daarmee geneutraliseerd.
Afhankelijk van de definitie bestaan de Plateosauria dus uit vrij kleine vormen uit het Norien tot het Bajocien (sensu Sereno 2005) of misschien mede uit reusachtige vormen die tot en met het 120 miljoen jaar latere Maastrichtien voorkwamen (sensu Sereno 1998).